# Mary Dube
Mary Dube es una deportista zimbabuense que compitió en atletismo adaptado. Ganó una medalla de plata en los Juegos Paralímpicos de Arnhem 1980 en la prueba de lanzamiento de jabalina (clase 3).

## Palmarés internacional
| Juegos Paralímpicos | Juegos Paralímpicos   | Juegos Paralímpicos | Juegos Paralímpicos |
| Año                 | Lugar                 | Medalla             | Prueba              |
| ------------------- | --------------------- | ------------------- | ------------------- |
| 1980                | Arnhem (Países Bajos) | Medalla de plata    | Jabalina 3          |